# 朱永官
朱永官（1967年8月—），男，浙江桐乡人，中国环境土壤学家，中国科学院城市环境研究所研究员，博士生导师。2019年当选为中国科学院院士。

## 简介[3]
1967年8月，生于浙江桐乡。
1989年，毕业于浙江大学获学士学位。1992年，毕业于中国科学院南京土壤研究所获理学硕士学位。1998年，毕业于英国帝国理工学院获环境生物学博士学位。
2001年入选中国科学院“百人计划”，2002年获得国家杰出青年基金，2019年当选中国科学院院士。
1994年3月至2002年1月，先后在英国女王大学，帝国理工学院和澳大利亚阿德莱德大学学习和工作，2002年回国工作，任中国科学院生态环境研究中心研究员，中澳联合土壤环境实验室主任。曾任中国科学院城市环境研究所所长，现任中国科学院城市环境研究所党委书记。

## 学术研究[3]
朱永官院士长期从事于环境土壤学与生物地球化学研究，研究方向为土壤-植物相互作用，根际，污染生态学，土壤生物学。截止至2019年11月，共发表学术论文300余篇，论文被引用23000余次。

## 获奖及荣誉[5]
1994年，获英国皇家学会特别研究员奖。
1998年，获英国核工程师学会年度最佳论文奖。
2003年，获国家留学回国成就奖。
2006年，获中国青年科技奖。
2007年，获中国科学院“十大杰出青年”。
2009年，获国家自然科学二等奖（第一完成人）。
2008年，获北京市科学技术三等奖。
2016年至2019年，连续四年入选科睿唯安（Clarivate，原汤森路透)全球高被引科学家。于2009年获得国家自然科学二等奖等（第一完成人），2013年获发展中国家科学院（TWAS）农业科学奖。